# Військовий конфлікт

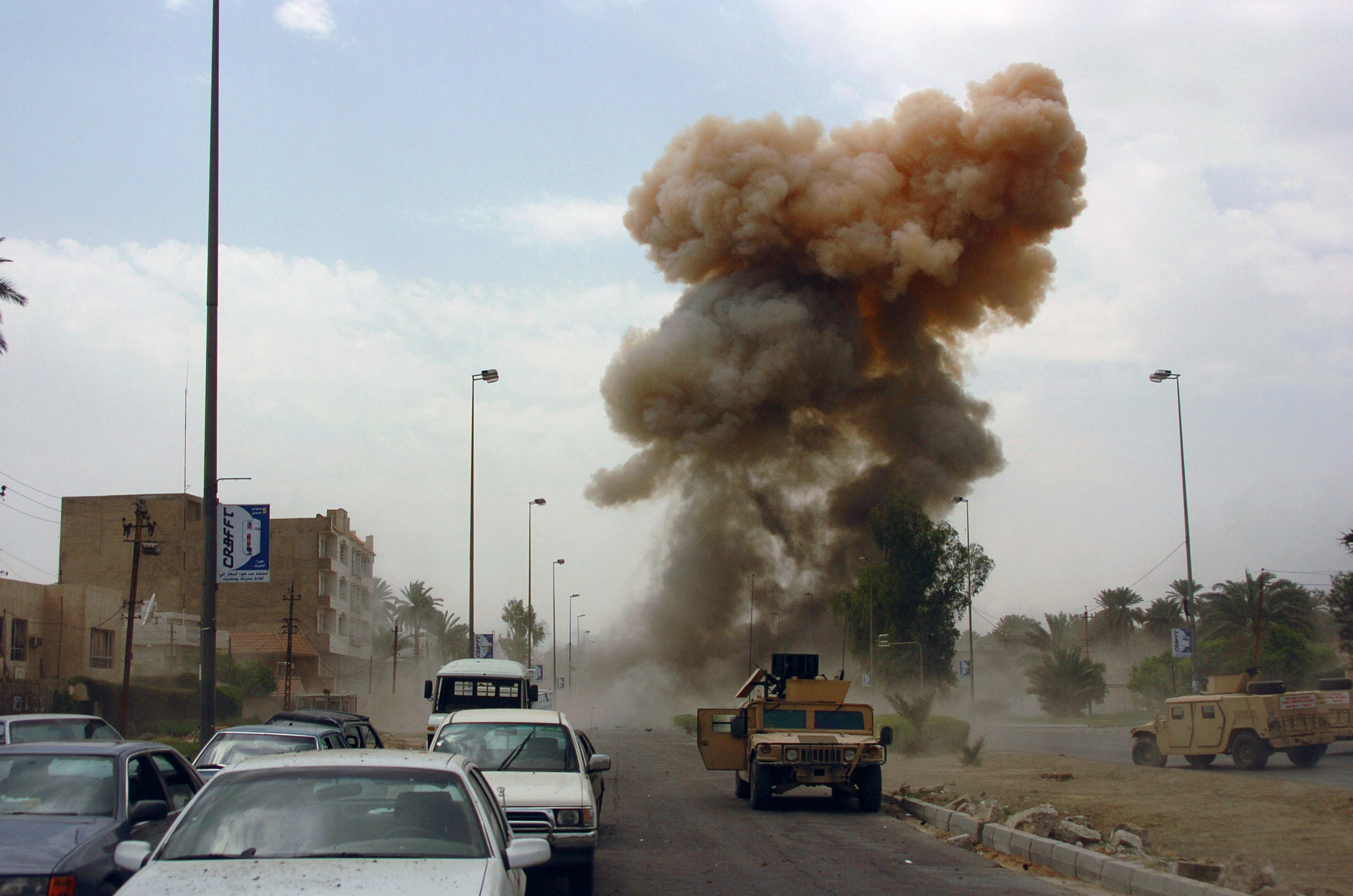
Підрив джихад-мобіля під час війни в Іраку (квітень 2005 року)

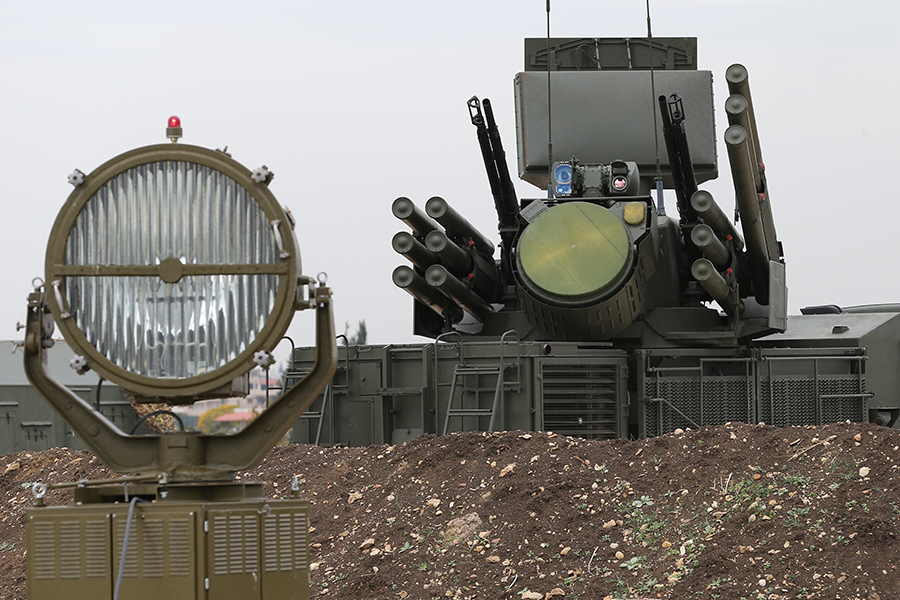
Російський комплекс ППО на вогневій позиції біля аеродрому «Хмеймім» (Сирія, 2015 рік)

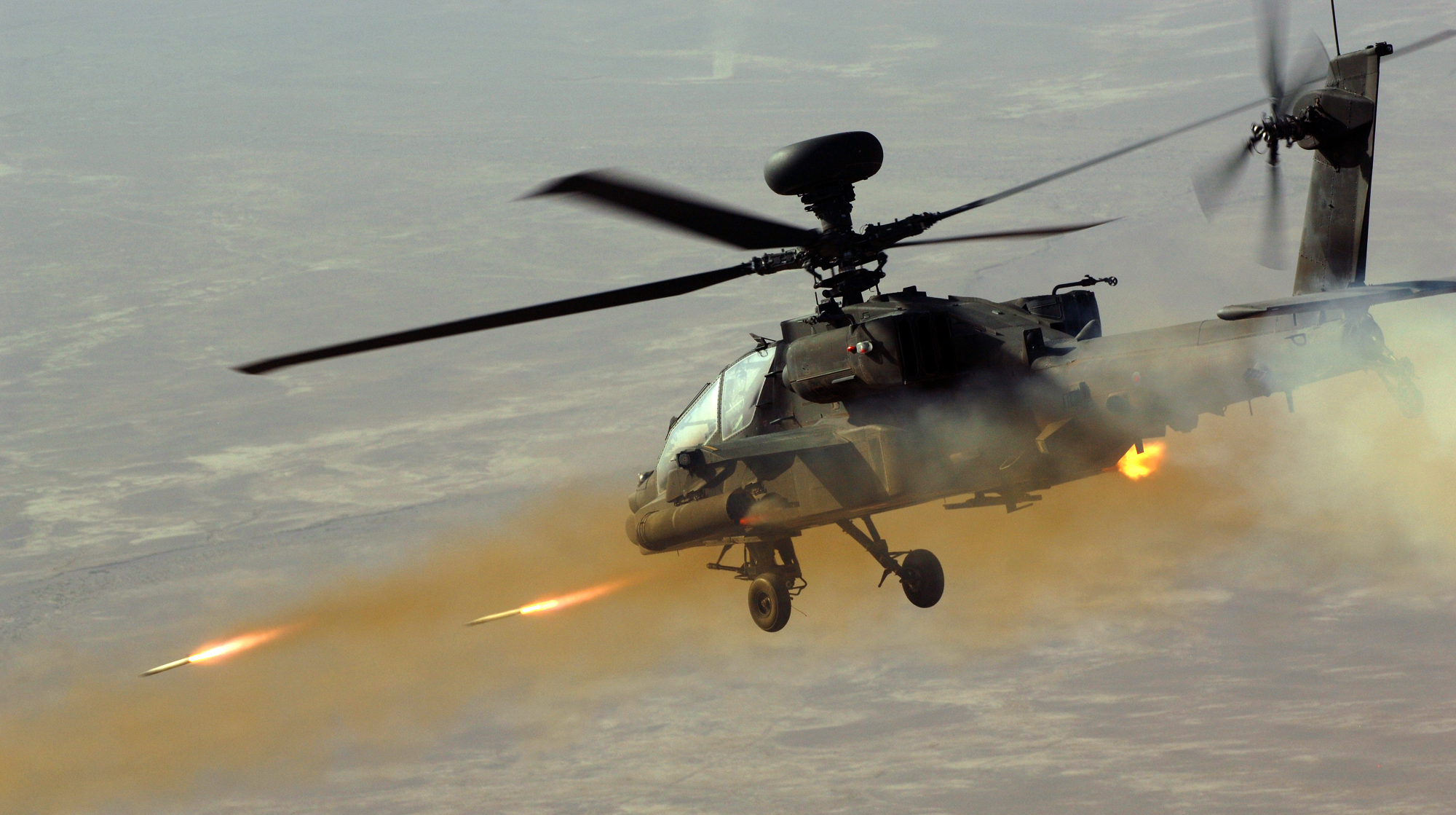
Американський бойовий вертоліт завдає удару по афганських моджахедах (інсургентах) (Афганістан, 2008 рік)

Військовий конфлікт — збірна назва будь-яких форм вирішення міждержавних і внутрішньодержавних суперечностей за допомогою військового насильства, що об'єднує всі види збройного протистояння, які переслідують соціально-політичні цілі.

## Суть
Як правило, під військовим конфліктом розуміється будь-яка військова активність з організованим залученням збройної сили. Таким чином, під широке визначення військового конфлікту потрапляють світові, локальні, регіональні та звичайні війни, збройні конфлікти, заколоти, акції військового насильства, військові інциденти тощо.
Практично будь-який військовий конфлікт — це найгостріша стадія якогось попереднього політичного (міждержавного) конфлікту. З цього випливає, що військові конфлікти не виникають спонтанно, а є винятковим проявом соціальної напруженості, що виникає через різного роду суперечності: економічні, соціальні, політичні, духовні тощо.
У світлі цього військові конфлікти характеризуються своїми завданнями, засобами їх розв'язання, просторово-часовими межами, формами збройної боротьби та способами використання військової сили. Сучасні військові конфлікти відрізняються скоординованим використанням військової сили та невійськових методів, масованістю залучення військової техніки, суттєвою роллю інформаційного протистояння, невеликими тимчасовими термінами на підготовку до безпосередніх військових дій та високою оперативністю управління.

## Термінологія та класифікація
У Женевських конвенціях 1949 року та в Додаткових протоколах до них від 1977 року термін «військовий конфлікт» використовувався поряд із терміном «війна», через що надалі міжнародне право стало застосовувати ці поняття як синоніми.
На основі поняття «військового конфлікту в широкому сенсі» великий французький військовий теоретик XX ст. Андре Бофр давав своє визначення військової стратегії та похідну концепцію вирішення політичних завдань військовими засобами, їх взаємозумовленість, особливу увагу при цьому приділяючи стратегічному задуму в його динаміці.
Військовими експертами пропонується класифікувати узагальнювальний термін військовий конфлікт за двома основними типами:
1. Війна — форма ведення воєнних дій збройними силами держави з метою підпорядкування противника волі політичного керівництва однією зі сторін, в якій сторони не обмежені застосуванням військової сили. Політологами застосовується термін «класична війна».
2. Збройний конфлікт — вид збройного протистояння між державами або соціальними спільнотами всередині них із метою вирішення економічної, політичної та інших суперечностей через обмежене застосування кожної зі сторін військової сили.

Визначення, що дається радянськими/російськими військовими експертами поняттю збройний конфлікт, багато в чому схоже з терміном «конфлікт низької інтенсивности» (англ. Low Intensity Conflict) що застосовувався в США до 1993 року, коли він був замінений у статутах на термін «військові операції, відмінні від війни».
«Конфлікт низької інтенсивності» а також його синоніми «мала війна», «локальна війна», «нова війна» застосовуються для позначення збройного конфлікту між сильними державами та слабшими державами, щоб відрізнити її від форм ведення традиційної війни між двома суверенними державами.

## Реалізація
Окремі ознаки військового конфлікту у сенсі можна побачити у різних подіях світової військової історії. Але однією з перших у новітній історії спроб доктринального закріплення військового конфлікту в широкому значенні як принципу національної стратегії і одночасно як військово-політичної доктрини держави можна вважати доктрину гнучкого реагування, введену адміністрацією Президента США Дж. Кеннеді замість доктрини масованої відплати, що панувала до того. Логіку дій адміністрації Кеннеді та інших президентських адміністрацій США, які продовжили цю політику, серед інших, що послідовно проводилася Робертом Макнамарою на посаді Міністра оборони США в період президентства Кеннеді та Ліндона Джонсона, можна звести до такої тези:
Було б безглуздо загрожувати глобальним ядерним ударом у відповідь на будь-який локальний виклик противника, оскільки останній (або СРСР) мав можливості тотального знищення за будь-яких можливих обставин. Тому, потрібно було бути готовими втримати під контролем будь-яку кризу в рамках політичної та військової сфери, вибудовуючи всі зустрічні дії відповідно до наступальних дій противника і продуктивним чи іншим ходом дипломатичних переговорів.Оригінальний текст (англ.)
It would be foolish to threaten an all-out nuclear attack in response to some local challenge by an adversary—e.g. the USSR—possessed of an ultimate capacity for overwhelming destruction under any conceivable circumstances. So what is required is to be able to keep every crisis firmly under central political and military direction in order to modulate all counter-moves in accordance with enemy offensive action and the progress or otherwise of diplomatic bargaining.
Фактором, що стимулював пошук нових форм і способів ведення військового конфлікту в широкому сенсі, став ядерний паритет у стратегічній диспозиції сил зазначених сторін. Наявність в обох сторін ultima ratio regum у формі ракетно-ядерного арсеналу підштовхувала їх до пошуку альтернативних шляхів вирішення проблемних питань військовими методами з одночасною відмовою від практики повторення світових воєн на новій технологічній основі.

## Еквіваленти
Найбільш близьким англомовним еквівалентом даному поняттю слід вважати ім. мн. числ. «hostilities» та од. числ. " hostility ".

## Міжнародна реакція

### Проєкт MaGPIE
В 2024 році вчені з Борнмутського університету (Великобританія), в ході реалізації заходів проєкту Investigation and Engagement (MaGPIE),  створили першу у світі цифрову карту масових поховань після військових конфліктів «Mass Grave Protection»